# Asphondylia recondita
Asphondylia recondita is een muggensoort uit de familie van de galmuggen (Cecidomyiidae). De wetenschappelijke naam van de soort is voor het eerst geldig gepubliceerd in 1875 door Osten Sacken.